# Göteborgsvarvet
Göteborgsvarvet är ett halvmaratonlopp (21,1 kilometer = 21 097,5 meter) som årligen arrangeras av Göteborgs Friidrottsförbund i mitten av maj i Göteborg. Det arrangerades första gången 1980 och är ett av världens största långlopp, sett till antal deltagare. Loppet startar och avslutas i Slottsskogen.

## Arrangemang och bansträckning
Göteborgsvarvet arrangeras till förmån för friidrottsverksamheten i regionen. Cirka 4000 funktionärer är engagerade årligen genom sina friidrottsföreningar i distriktet, men även andra idrottsföreningar är delaktiga i genomförande. Överskottet går direkt tillbaka till idrottsrörelsen för att investeras i föreningarnas ungdomsverksamhet och driften av träningsanläggningen Friidrottens Hus.   
Göteborgsvarvet löps "ett varv" medurs runt Göteborg, med start och mål i Slottsskogen och via de gamla varvsområdena på södra Hisingen. Det löps först genom den västra stadsdelen Majorna och därefter via Älvsborgsbron över Göta älv till Hisingen. På Hisingen går loppet österut längs Norra älvstranden. Framme vid Hisingsbron passeras den och Göta älv återigen för fortsättning till Avenyn och Götaplatsen. Loppet går sedan genom centrala staden via bland annat Vasaplatsen och tillbaka till Slottsskogen.

## Historia
Det var Stockholm Marathon som inspirerade Göteborgs Friidrottsförbund. Vice ordförande Hans Byström, sekreterare Peo Eriksson och ledamoten Harry Ericksson reste därför till Stockholm i studiesyfte. Direkt efter var man helt enig om att detta var något för Göteborg att ta efter, dock inte med 42 kilometers längd. Initiativtagarna var från början, utöver Göteborgs Friidrottsförbund, GT med Allan Ljungström och Fritid Göteborg med sin evenemangschef Åke Lindegarth. Namnet Göteborgsvarvet kläcktes av Peo Eriksson, med sin fyndiga ordvitsanknytning till att tävlingen skulle springas ett varv och skulle springas delvis genom de gamla varvsområdena. Detta namnet passade bra för Göteborgshumorn.
Det första loppet genomfördes den 7 juni 1980. Heden var startplats och Ullevi mål. Det var 30 grader varmt och cirka 1 800 var anmälda. Året därpå var 2 400 anmälda, och Södra Vägen fick därför bli startplats. Boxaren Ingemar Johansson sprang detta år i 25 graders värme, och 115 kilo tung. Sin klassiska sträckning fick man 1982 med start på Margretebergsgatan i Slottsskogen och målgång på anrika Slottsskogsvallen.
Såväl 2020 som 2021 ställdes loppet in på grund av Coronapandemin.

### Deltagarutveckling
Antalet deltagare har stadigt ökat under de nästan 40 år som Varvet arrangerats. Göteborgsvarvet hade 16 maj 2009, 40 523 löpare i mål och var därmed världens då största halvmaraton. På plats två kom då Great North Run i Newcastle upon Tyne, som hade 37 598 löpare i mål samma år. År 2010 fullföljde 38 469 löpare Göteborgsvarvet, en siffra som gjorde Göteborgsvarvet till Sveriges näst största halvmaraton någonsin efter Broloppet år 2000 som hade 79 719 deltagare i mål. År 2012 var Göteborgsvarvet, efter det att New York Marathon fick ställas in, störst i världen med 44 093 löpare i mål. Åren 2020 samt 2021 ställdes Göteborgsvarvet in till följd av Coronaviruspandemin.
| År   | Anmälda                             | Startande                           | Fullföljde                          | Övrig information                                                                                            |
| ---- | ----------------------------------- | ----------------------------------- | ----------------------------------- | --- |
| 1980 | 1 800                               |                                     |                                     | Premiär. |
| 1981 | 2 500                               |                                     |                                     | |
| 1982 | 2 800                               |                                     |                                     | |
| 1983 | 3 500                               |                                     |                                     | |
| 1984 | 14 800                              |                                     |                                     | |
| 1985 | 17 500                              |                                     |                                     | |
| 1986 | 20 400                              |                                     |                                     | |
| 1987 | 26 100                              |                                     |                                     | |
| 1988 | 30 000                              |                                     |                                     | |
| 1989 | 31 700                              |                                     | 21 615                              | |
| 1990 | 32 700                              |                                     | 22 138                              | |
| 1991 | 33 450                              |                                     | 22 602                              | |
| 1992 | 35 200                              |                                     | 24 418                              | |
| 1993 | 34 400                              |                                     | 24 061                              | |
| 1994 | 34 800                              |                                     | 23 405                              | |
| 1995 | 35 300                              |                                     | 23 175                              | |
| 1996 | 33 250                              |                                     | 22 220                              | |
| 1997 | 34 400                              |                                     | 23 912                              | |
| 1998 | 33 600                              |                                     | 23 117                              | |
| 1999 | 32 400                              |                                     | 22 255                              | |
| 2000 | 29 100                              |                                     | 20 165                              | |
| 2001 | 33 350                              |                                     | 22 483                              | |
| 2002 | 31 580                              |                                     | 22 261                              | |
| 2003 | 32 973                              |                                     | 24 600                              | |
| 2004 | 36 095                              | ca 28 000                           | 26 701                              | 25-årsjubileum.                                                                                              |
| 2005 | 35 276                              |                                     | 25 635                              | |
| 2006 | 35 780                              |                                     | 26 566                              | |
| 2007 | 40 412                              |                                     | 30 717                              | |
| 2008 | 45 375                              |                                     | 34 032                              | |
| 2009 | 53 848                              | 41 091                              | 40 523                              | 30-årsjubileum. Världens största halvmaraton.                                                                |
| 2010 | 58 122                              |                                     | 38 469                              | |
| 2011 | 59 417                              |                                     | 43 026                              | |
| 2012 | 62 513                              | 44 828                              | 44 099                              | Världens största långlopp under 2012 sedan New York Marathon tvingats ställas in.                            |
| 2013 | 64 169                              |                                     | 45 015                              | |
| 2014 | 64 288                              | 48 202                              | 47 491                              | Samma år nådde New York Marathon 50 564 fullföljande löpare, vilket var rekord för ett maratonlopp.          |
| 2015 | 64 325                              | 47 013                              | 46 500                              | Nytt damrekord. Ca 200 000 åskådare och 4 000 funktionärer. Yngsta löparen 17 år och äldsta 86 år.           |
| 2016 | 64 490                              |                                     | 45 151                              | Nytt banrekord för herrar (59.35) och för damer (1:08.01). Årets Göteborgsvarvet var även SM i halvmarathon. |
| 2017 | ?                                   |                                     | 42 345                              | Nytt banrekord för damer (01:07.58)                                                                          |
| 2018 | ?                                   |                                     | 39 987                              | |
| 2019 | ?                                   |                                     | 39 221                              | |
| 2020 | Inställt på grund av Coronapandemin | Inställt på grund av Coronapandemin | Inställt på grund av Coronapandemin | Inställt på grund av Coronapandemin                                                                          |
| 2021 | Inställt på grund av Coronapandemin | Inställt på grund av Coronapandemin | Inställt på grund av Coronapandemin | Inställt på grund av Coronapandemin                                                                          |
| 2022 | ?                                   |                                     | 22 842                              | |
| 2023 | ?                                   |                                     | 30 186                              | |
| 2025 |                                     |                                     | 46 646                              | Första svenska segern sedan 2004. 18080 dam + 28566 herr                                                     |

## Vinnare genom tiderna

### Herrar

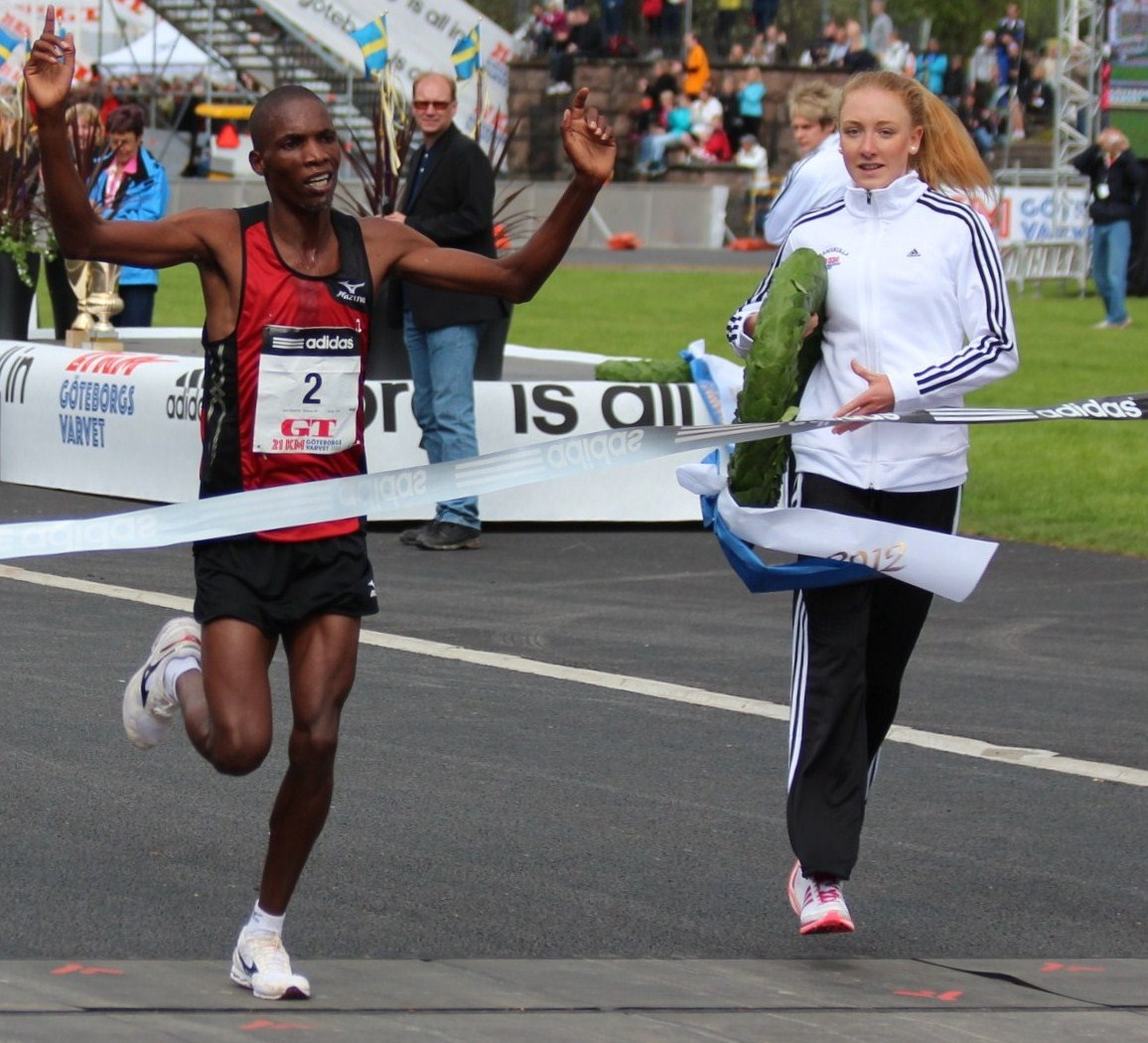
Victor Kipchirchir vann Göteborgsvarvet 2012 på nya banrekordet 1:00.25.

Rekord: 2016 – Richard Mengich, Kenya, 59.35
| - 1980 – Göran Högberg, Sverige, 1:06.17 - 1981 – Göran Högberg, Sverige, 1:05.44 - 1982 – Mats Erixon, Sverige, 1:02.54 - 1983 – Tommy Persson, Sverige, 1:04.40 - 1984 – Mats Erixon, Sverige, 1:03.14 - 1985 – Mats Erixon, Sverige, 1:04.35 - 1986 – Mats Erixon, Sverige, 1:03.41 - 1987 – Mats Erixon, Sverige, 1:03.37 - 1988 – Håkan Börjesson, Sverige, 1:05.13 - 1989 – Simon Robert-Naali, Tanzania, 1:03.35 - 1990 – Tomas Robert-Naali, Tanzania, 1:01.54 - 1991 – Andrea Nade, Tanzania, 1:04.38 - 1992 – Onesmo Ludago, Tanzania, 1:03.24 - 1993 – Francis Robert-Naali, Tanzania, 1:03.37 - 1994 – Onesmo Ludago, Tanzania, 1:03.08 - 1995 – Richard Nerurkar, England, 1:02.39 - 1996 – Wilson Musto, Kenya, 1:03.12 - 1997 – Martin Ojuku, Kenya, 1:01.44 - 1998 – Fred Ntabo, Kenya, 1:03.28 - 1999 – Rachid Ait-Bensalem, Marocko, 1:02.18 - 2000 – Faustin Baha, Tanzania, 1:02.42 - 2001 – Pavel Loskutov, Estland, 1:03.00 - 2002 – Mustafa Mohamed, Sverige, 1:03.35 | - 2003 – Benjamin Rotich, Kenya, 1:03.43 - 2004 – Mustafa Mohamed, Sverige, 1:04.03 - 2005 – Silas Sang, Kenya, 1:03.18 - 2006 – Abdelkader El Mouaziz, Marocko, 1:02.14 - 2007 – Sylvester Kimeli Teimet, Kenya, 1:04.03 - 2008 – Sylvester Kimeli Teimet, Kenya, 1:01.21 - 2009 – Nicholas Manza Kamakya, Kenya, 1:01.53 - 2010 – Sammy Kiprono Kirui, Kenya, 1:01.10 - 2011 – Albert Kiplagat Matebor, Kenya, 1:00.52 - 2012 – Victor Kipchirchir, Kenya, 1:00.25 - 2013 – Jackson Kiprop, Uganda, 1:03.13 - 2014 – Ghirmay Ghebreslassie, Eritrea, 1:00.36 - 2015 – Richard Mengich, Kenya, 1:00.44 - 2016 – Richard Mengich, Kenya, 59.35 - 2017 – Geoffrey Yegon, Kenya, 1:00.19 - 2018 – Shadrack Kimining, Kenya, 1:01.31 - 2019 – Shadrack Kimining, Kenya, 1:00:38 - 2020 – Inställt på grund av Coronapandemin - 2021 – Inställt på grund av Coronapandemin - 2022 – Amos Kipruto, Kenya, 1:00:50 - 2023 – Edmond Kipngetich, Kenya, 1.01.46 - 2024 – Moses Koech, Kenya, 1:02:56 - 2025 – Suldan Hassan, Sverige, 1.03.39 |

### Damer

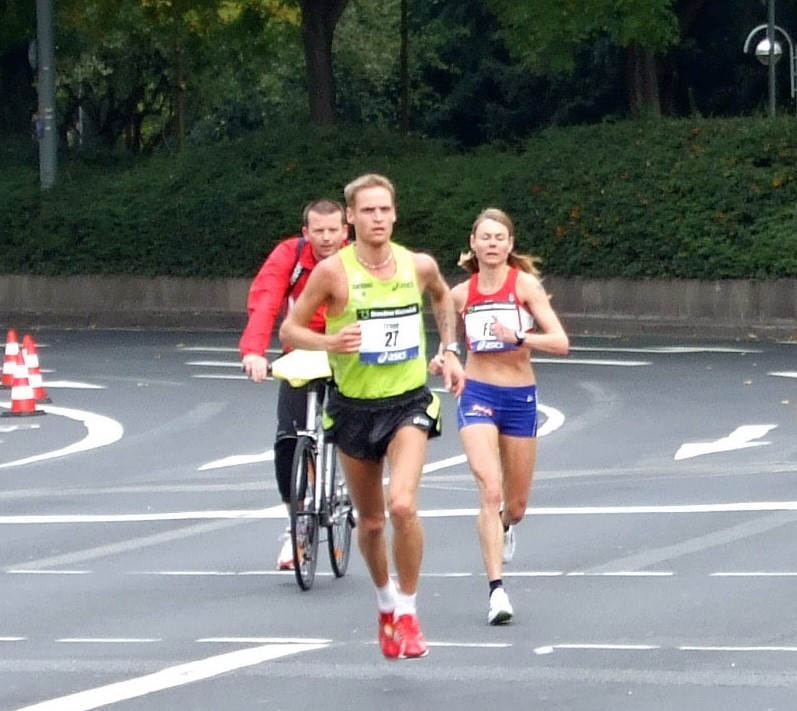
Kirsten Melkevik Otterbu (löparen till höger) vann 2007 och 2008

Rekord: 2017: Fancy Chemutai, Kenya, 1:07.58
| - 1980 – Midde Hamrin, Sverige, 1:15.50 - 1981 – Evy Palm, Sverige, 1:17.47 - 1982 – Grete Waitz, Norge, 1:09.57 - 1983 – Jeanette Nordgren, Sverige, 1:14.54 - 1984 – Midde Hamrin, Sverige, 1:10.46 - 1985 – Jeanette Nordgren, Sverige, 1:13.44 - 1986 – Evy Palm, Sverige, 1:12.11 - 1987 – Midde Hamrin, Sverige, 1:13.24 - 1988 – Evy Palm, Sverige, 1:14.19 - 1989 – Elisabeth Johannesson, Sverige, 1:17.16 - 1990 – Midde Hamrin, Sverige, 1:12.45 - 1991 – Ingrid Kristiansen, Norge, 1:12.30 - 1992 – Suzanne Rigg, Storbritannien, 1:13.26 - 1993 – Ritva Lemettinen, Finland, 1:13.30 - 1994 – Ritva Lemettinen, Finland, 1:13.04 - 1995 – Ritva Lemettinen, Finland, 1:13.18 - 1996 – Aniela Nikiel, Polen, 1:14.29 - 1997 – Joyce Chepchumba, Kenya, 1:09.50 - 1998 – Nadesjda Iljina, Ryssland, 1:12.31 - 1999 – Nadesjda Iljina, Ryssland, 1:11.47 - 2000 – Stine Larsen, Norge, 1:09.28 - 2001 – Stine Larsen, Norge, 1:11.07 - 2002 – Lena Gavelin, Sverige, 1:13.03 | - 2003 – Miriam Wangari, Kenya, 1:13.27 - 2004 – Leah Kiprono, Kenya, 1:18.06 - 2005 – Susan Kirui, Kenya, 1:12.33 - 2006 – Helena Javornik, Slovenien, 1:12.34 - 2007 – Kirsten Melkevik Otterbu, Norge, 1:12.38 - 2008 – Kirsten Melkevik Otterbu, Norge, 1:10.19 - 2009 – Ana Dulce Felix, Portugal, 1:11.28 - 2010 – Amane Gobena, Etiopien, 1:11.40 - 2011 – Joyce Chepkirui, Kenya, 1:09.04 - 2012 – Hilda Kibet, Kenya, 1:09.27 - 2013 – Isabella Ochichi, Kenya, 1:11.29 - 2014 – Worknesh Degefa, Etiopien, 1:10:12 - 2015 – Worknesh Degefa, Etiopien, 1:08.13 - 2016 – Violah Jepchumba, Kenya, 1:08.01 - 2017 – Fancy Chemutai, Kenya, 1:07.58 - 2018 – Meseret Belete Tola, Etiopien, 1:09.06 - 2019 – Tabitha Gichia, Kenya, 1:08:18 - 2020 – Inställt på grund av Coronapandemin - 2021 – Inställt på grund av Coronapandemin - 2022 – Tigist Assefa, Etiopien, 1:08:20 - 2023 – Susan Chembai, Kenya, 1.10.40 - 2024 – Janet Ruguru, Kenya, 1:11:35 - 2025 – Karoline Bjerkeli Grøvdal, Norge, 01.08.33 |